# 重庆工商大学
29°33′42″N 106°31′38″E / 29.56167°N 106.52722°E
重庆工商大学是由前身重庆商学院和渝州大学在2002年合并而成。位于重庆南岸区学府大道19号。学校有 22个全日制普通本科教学学院、2个中外合作办学学院、1个应用技术学院、1个成人教育学院和2个独立学院，三个校区：南岸校区（含兰花湖片区）、江北校区、茶园校区（建设中）。
該校被定為西部一省一校重点支持高校之一，中西部高校基础能力提升计划（小211）高校之一，重庆市重点建设大学。也是重庆地区经管类学校的代表院校。

## 简介

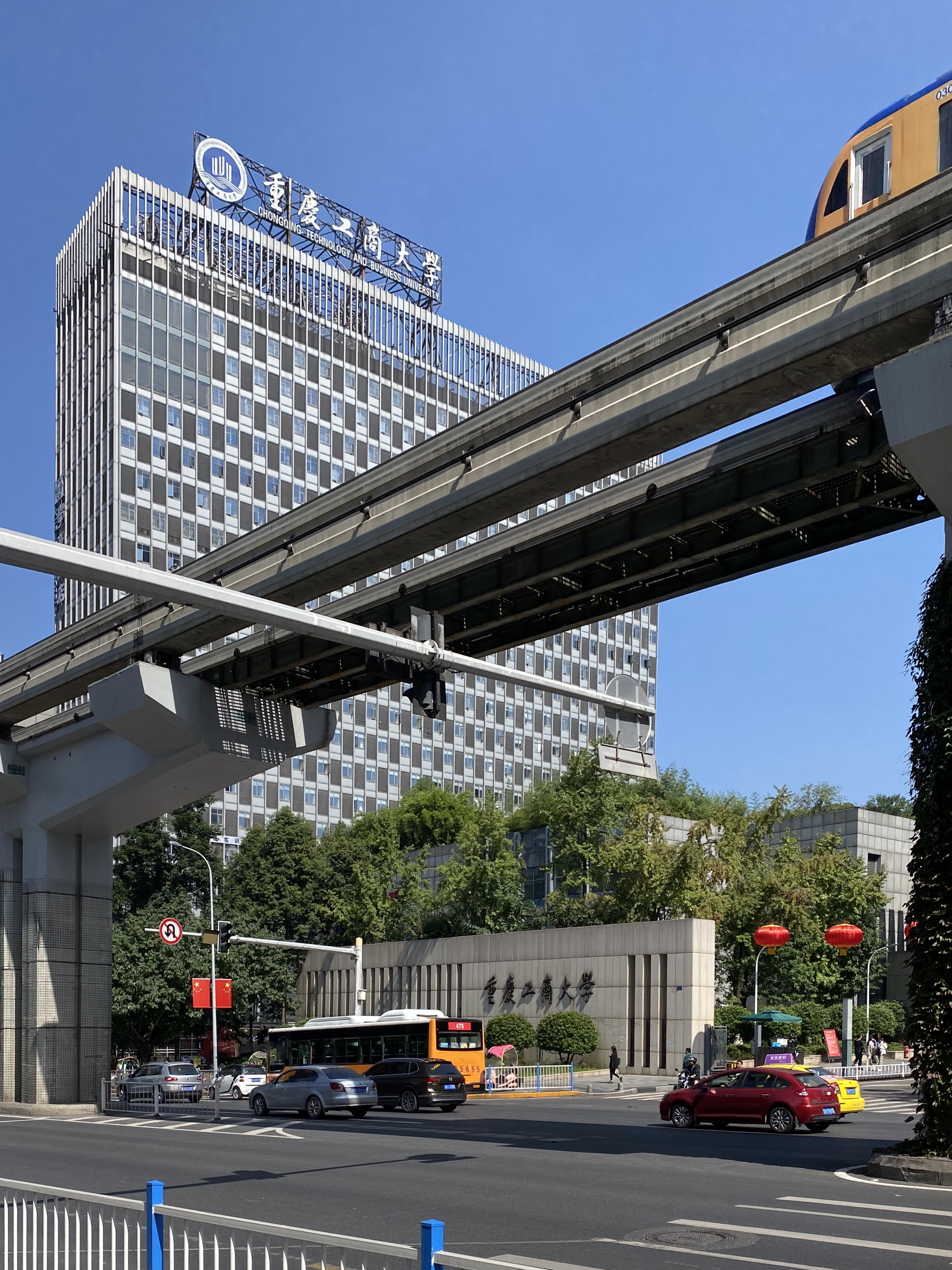
重庆工商大学南岸校区正门

重庆工商大学由中央和地方共建，以重庆市政府管理为主，被国家确定为西部"一省一校"重点支持高校，国家“小211工程”（中西部高校基础能力建设工程）重点建设大学，重庆市重点建设大学。重庆工商大学是一所经济学、管理学、文学、工学、法学、理学等学科协调发展的、具有鲜明财经特色的多科性大学。开设有22个学院（中心）教学单位以及2个独立学院，71个本科专业。有1个服务国家特殊需求博士人才培养项目（应用经济学）以及应用经济学、工商管理、管理科学与工程、社会学、马克思主义理论、环境科学与工程、新闻传播学等8个一级学科50余个硕士学位授权点和2个博士后科研工作站、1个博士后流动站分站。

## 历史

### 重庆商学院

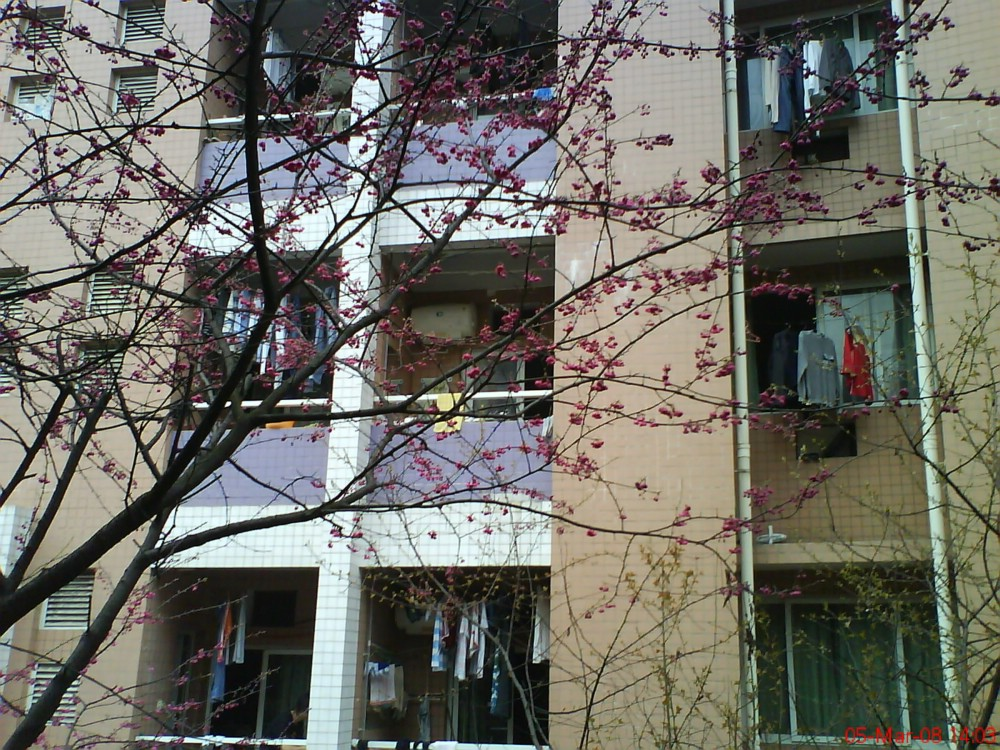
北区4栋：商务策划学院学生寝室楼。

重庆商学院是1985年5月创建的本科院校，隶属于原商业部。其前身是创建于1962年9月的重庆财贸干部学校。
1998年改为中央与地方共建院校。

### 渝州大学
渝州大学创建于1978年10月，是重庆市属第一所本科院校。其前身是创建于1952年11月的重庆机电工业学校。

### 重庆工商大学时代
2002年教育部教发函〔2002〕2号批准两校合并成立重庆工商大学。
2020年12月18日，经中华人民共和国教育部批准，原由重庆工商大学管理的独立学院重庆工商大学融智学院脱离该校管理，并转设为民办普通高等学校重庆财经学院，由重庆鸥鹏科技股份有限公司全资持有。

## 校名标准图案
重庆工商大学校名标准图案是由许嘉璐题写。
2005年去（筹）。

## 院系专业
| 院系名称                                 | 设置专业 | 网址                                                                        |
| 经济学院                                 | 经济学、贸易经济、国际经济与贸易、会展经济与管理(2008年新专业) | http://ets2014.ctbu.edu.cn/ （页面存档备份，存于）                          |
| 财政金融学院                             | 财政学、金融学、投资学、保险 | https://web.archive.org/web/20080908111127/http://finance.ctbu.edu.cn/      |
| 管理学院                                 | 工商管理、工程管理、信息管理与信息系统、人力资源管理、公共事业管理 | https://web.archive.org/web/20081003122746/http://mc.ctbu.edu.cn/           |
| 商务策划学院                             | 市场营销、电子商务、物流管理、商务策划管理 | https://web.archive.org/web/20080918091534/http://sc.ctbu.edu.cn/           |
| 会计学院                                 | 会计学、财务管理 | https://web.archive.org/web/20080803201940/http://accs.ctbu.edu.cn/         |
| 旅游与国土资源学院                       | 旅游管理、资源环境与城乡规划管理、土地资源管理 | https://web.archive.org/web/20080828110741/http://ts.ctbu.edu.cn/           |
| 文学与新闻学院                           | 汉语言文学、广播电视新闻学、广告学、新闻学、广播电视编导 | https://web.archive.org/web/20081003132249/http://ljc.ctbu.edu.cn/          |
| 设计艺术学院                             | 艺术设计（环境艺术设计）、艺术设计（视觉传达设计）、艺术设计（服装设计与工程）、艺术设计（装饰艺术设计）、工业设计（产品造型设计）、摄影（影视摄影）、动画                                                                   | https://web.archive.org/web/20080828011428/http://design.ctbu.edu.cn/       |
| 法学院                                   | 法学 | https://web.archive.org/web/20080821110554/http://law.ctbu.edu.cn/          |
| 数学与统计学院                           | 统计学、数学与应用数学 | https://web.archive.org/web/20080828085050/http://stat.ctbu.edu.cn/         |
| 机械工程学院                             | 机械设计制造及其自动化、包装工程、机械电子工程、汽车服务工程 | https://web.archive.org/web/20080820040508/http://impe.ctbu.edu.cn/         |
| 环境与生物工程学院                       | 化学工程与工艺、应用化学（新材料技术）、环境工程、生物工程、食品科学与工程（食品安全与质量管理）、材料科学与工程 | https://web.archive.org/web/20080828194555/http://ebes.ctbu.edu.cn/         |
| 人工智能学院（计算机科学与信息工程学院） | 计算机科学与技术、智能科学与技术、物联网工程、自动化、电子信息工程、测控技术与仪器、应用物理学（光电技术）、人工智能（2022年新开设专业）                                                                                     | https://scsie2014.ctbu.edu.cn/ （页面存档备份，存于）                       |
| 外语学院                                 | 英语、法语 | https://web.archive.org/web/20080820010123/http://foreign.ctbu.edu.cn/      |
| 体育学院                                 | 体育教育 | https://web.archive.org/web/20080907080656/http://ped.ctbu.edu.cn/          |
| 社会与公共管理学院                       | 社会工作、劳动与社会保障、社会学、公共事业管理 | https://web.archive.org/web/20080803202954/http://psds.ctbu.edu.cn/         |
| 应用技术学院                             | 市场营销（营销策划与商务管理）、旅游管理（饭店管理、导游）、贸易经济（连锁经营）、计算机科学与技术（软件工程）、会计学（会计信息化）、机电一体化技术、会展策划与管理、营销与策划、酒店管理、会计电算化                       | https://web.archive.org/web/20090228120451/http://vtc.ctbu.edu.cn:8090/vtc/ |
| 国际商学院                               | 国际经济与贸易（欧盟经济）、工商管理(国际企业管理)、会计学（财务会计）、市场营销（国际市场营销）、法语（国际商务）、中法双学士（2+2项目，包括与法国的图卢兹一大，里昂二大，马赛二大，第戎大学的合作）、中加双学士（2+2项目） | http://ibs.ctbu.edu.cn/ （页面存档备份，存于）                              |
| 现代国际设计艺术学院                     | 艺术设计（平面设计）、艺术设计（广告设计）、艺术设计（包装设计） | http://miada.ctbu.edu.cn/ （页面存档备份，存于）                            |
| 建筑装饰艺术学院                         | 艺术设计（景观与室内设计）、艺术设计（环境艺术设计） | https://web.archive.org/web/20080803202944/http://jz.ctbu.edu.cn/           |
| 影视动画学院                             | 动画（动画设计与制作技术）、影视动画 | https://web.archive.org/web/20080803202826/http://animation.ctbu.edu.cn/    |
| 长江传媒学院                             | 广播电视新闻学（广电媒介经营）、新闻学（网络新闻）、广告学（影视广告与营销） |                                                                             |
| 继续教育学院                             | | http://cjy.ctbu.edu.cn/ （页面存档备份，存于）                              |
| 派斯学院                                 | | http://www.paisi.com.cn/ （页面存档备份，存于）                             |

## 外在链接
- 重庆工商大学 （页面存档备份，存于）
- 招生就业处 （页面存档备份，存于）
- 重庆工商大学研究生院 （页面存档备份，存于）
- 学校论坛